# Шенкленд, Лоуренс
Ло́уренс Ше́нкленд (англ. Lawrence Shankland; род. 10 августа 1995, Глазго) — шотландский футболист, нападающий клуба «Харт оф Мидлотиан» и сборной Шотландии. Участник чемпионата Европы 2024.

## Клубная карьера
Шенкленд — воспитанник клуба «Куинз Парк». В 2012 году он дебютировал за основной состав в Третьем шотландском дивизионе. Летом 2013 года Лоуренс на правах свободного агента подписал соглашение с «Абердином». В начале 2014 года для получения игровой практики Шенкленд был арендован «Данфермлин Атлетик». 11 января в матче против «Странраера» он дебютировал в шотландской Первой лиге. В этом же поединке Лоуренс забил свой первый гол за «Данфермлин Атлетик». После окончания аренды Шенкленд вернулся в «Абердин». 27 сентября в матче против «Инвернесс Каледониан Тисл» он дебютировал в шотландской Премьер-лиге. Летом 2015 года Шенкленд был арендован на два сезона «Сент-Миррен». 29 августа в матче против «Ливингстона» он дебютировал в Чемпионшипе. 18 сентября в поединке против «Рэйт Роверс» Лоуренс забил свой первый гол за «Сент-Миррен».
В начале 2017 года Шенкленд был арендован «Гринок Мортон». 14 января в матче против «Рэйт Роверс» он дебютировал за новый клуб. В этом же поединке Лоуренс забил свой первый гол за «Гринок Мортон».
Летом 2017 года Шенкленд перешёл в «Эр Юнайтед». 9 сентября в матче против «Рэйт Роверс» он дебютировал за новую команду. В этом же поединке Лоуренс забил свой первый гол за «Эр Юнайтед». По итогам сезона он стал лучшим бомбардиром. забив 26 мячей и помог клубу выйти в Чемпионшип. В следующем сезоне Лоуренс вновь стал лучшим бомбардиром, забив 24 мяча и помог «Эр Юнайтед» выйти в элиту. Летом 2019 года Шенкленд перешёл в «Данди Юнайтед». 3 августа в матче против «Инвернесс Каледониан Тисл» он дебютировал за новый клуб. В этом же поединке Лоуренс сделал «покер», забив свои первые голы за «Данди Юнайтед». Шенкленд был назван игроком месяца чемпионата Шотландии в августе 2019 года, забив восемь голов за четыре игры. Сезон был приостановлен в марте 2020 года из-за пандемии COVID-19 в Шотландии, а через месяц был завершен досрочно, и «Данди Юнайтед» был объявлен победителем. Шенкленд забил 24 гола в лиге, став лучшим бомбардиром сезона.

### «Беерсхот»
11 августа 2021 года Шенкленд перешел в бельгийский клуб «Беерсхот». В сезоне 2021/22 Шенкленд забил пять голов за клуб.

### «Харт оф Мидлотиан»
В июле 2022 года Лоуренс Шенкленд подписал трехлетний контракт с шотландским клубом «Харт оф Мидлотиан».

## Международная карьера
10 октября 2019 года в отборочном матче чемпионата Европы 2020 против сборной России Шенкленд дебютировал за сборной Шотландии. 13 октября в поединке против сборной Сан-Марино Лоуренс забил свой первый гол за национальную команду.
7 июня 2024 года был включён в состав сборной на чемпионат Европы 2024 в Германии.

### Голы за сборную Шотландии
| # | Дата            | Место                                          | Соперник   | Счет | Результат | Соревнование                       |
| - | --------------- | ---------------------------------------------- | ---------- | ---- | --------- | ---------------------------------- |
| 1 | 13 октября 2019 | Хэмпден Парк, Глазго, Шотландия                | Сан-Марино | 4:0  | 6:0       | Чемпионат Европы 2020 квалификация |
| 2 | 16 ноября 2023  | Стадион имени Бориса Пайчадзе, Тбилиси, Грузия | Грузия     | 2:2  | 2:2       | Чемпионат Европы 2024 квалификация |
| 3 | 7 июня 2024     | Хэмпден Парк, Глазго, Шотландия                | Финляндия  | 2:0  | 2:2       | Товарищеский матч                  |

## Достижения

### «Эр Юнайтед»
- Чемпион Первой лиги Шотландии: 2017/18

### «Данди Юнайтед»
- Победитель Чемпионшипа: 2019/20

### Индивидуальные
- Лучший бомбардир Первой лиги Шотландии (26 голов) — 2017/2018
- Лучший бомбардир Чемпионшипа (24 гола) — 2018/2019